# Das Mädchen mit dem toten Vogel
Das Mädchen mit dem toten Vogel ist ein Gemälde des klassizistischen Malers Anselm Feuerbach (1829–1880). Das Ölgemälde mit den Maßen 99 × 80,7 cm entstand 1854 in Karlsruhe und befindet sich seit 1913 in der Niedersächsischen Landesgalerie, die als Sammlung zum Niedersächsischen Landesmuseum gehört.
Anselm Feuerbach nennt das Bild in seinem Werk Ein Vermächtnis (postum Wien 1882) „Mädchen, um einen toten Vogel trauernd“. Ebenso halten es Julius Allgeyer und Hermann Uhde-Bernays in ihren Werkverzeichnissen. Der Titel „Das Mädchen mit dem toten Vogel“ wird vom Niedersächsischen Landesmuseum geführt und wurde im Werkverzeichnis von Jürgen Ecker (München 1991) übernommen.

## Beschreibung und Deutung
Das Gemälde zeigt ein Mädchen, das in Hockstellung vor dem hingestreckten Kadaver eines Vogel kauert. Ihr Blick fällt auf eine Rose, die die linke untere Ecke zwischen dem Mädchen und dem Vogel ausfüllt. Der Bildhintergrund zeichnet sich durch eine schräge Horizontale aus, was das Motiv der Hinfälligkeit und des Ablebens unterstreicht. Die Farben des Bildes sind vorwiegend düster: Die Landschaft ist braun, das Kleid des Mädchens grüngrau, der Vogelleichnam braun und fahl. Auch am grünen Himmel zeigen sich schwarze Wolken.
Die Thematik Tod hat keinen direkten Bezug zur Lebensphase des Künstlers. Es handelt sich nach Ansicht von Jürgen Ecker um den Versuch einer Weltdeutung, wie ihn Feuerbach schon mit seinem Gemälde Der Tod des Dichters Pietro Aretino (ebenfalls 1854) unternommen hat. Das spannungserzeugende Mittel des schiefen Horizonts wendet Feuerbach auch bei seinem Gemälde Die Versuchung des heiligen Antonius an.

## Provenienz
Der Katalog der Niedersächsischen Landesgalerie gibt die Provenienz des Werkes ausführlich wieder. Es wurde in Karlsruhe durch den Hofkonditor Fellmeth vom Künstler erworben und an die Tochter vererbt, die es dann der Sammlung Winter in Karlsruhe verkaufte. Von dort ging es 1907 in die Sammlung Fries-Winter in Basel über und kurz darauf in die Sammlung Siegfried Buchenau in Lübeck-Niendorf. 1913 wurde es im Kunsthandel von Professor Biermann an das Niedersächsische Landesmuseum verkauft.